# سولو دارلينغ
سيرينا ديب (المعروفة بإسمها الحلبي سولو دارلينج (بالإنجليزية: Solo Darling)‏) هي مصارعة محترفة أمريكية، ولدت في 19 فبراير 1987 في ذا برونكس في الولايات المتحدة. تعمل حاليًا في العديد من العروض الترويجية منها مصارعة مغير اللعبة ووميض الرياضات.

## روابط خارجية
سولو دارلينغ على موقع IMDb (الإنجليزية)